# Beppe Braida
Giuseppe Braida, detto Beppe (Torino, 22 novembre 1965), è un comico, cabarettista e conduttore televisivo italiano.

## Biografia
La sua carriera di comico e cabarettista è iniziata nel 1989; nel 1991 ha partecipato al Festival di Sanscemo insieme al suo gruppo, i Bagatto, con la canzone Prof. Ilatico.
Ha avuto il maggiore successo grazie alle trasmissioni televisive Seven Show e soprattutto Zelig, dove ha conquistato il suo successo grazie alla sua parodia dei conduttori del TG3, TG5 e TG4 (in cui racconta delle finte notizie relative a Silvio Berlusconi e coniando nelle stesse i famosi tormentoni "Attentato! Si tratta di attentato!" nella parodia del TG4, "Poteva essere una..." nella parodia del TG5 e  "Mingozzi, ci sei?").
Dall'8 aprile 2007 ha condotto il programma televisivo Colorado Revolution su Italia 1 fino alla prima metà del 2009 e ha partecipato all'edizione 2007-2008 di Buona Domenica. Il 30 agosto 2008 ha condotto il concorso di bellezza Miss Muretto.
A settembre è passato in Rai per condurre insieme ad Antonella Clerici il talk show di Rai 1 Tutti pazzi per la tele. Nel 2010 è uno dei protagonisti del programma comico in 2 puntate (5 e 12 gennaio) Check-In su Rai 1. Nel 2011 torna a Mediaset nel cast della quarta stagione del Saturday Night Live from Milano, versione italiana del famoso programma comico della NBC.
Nel 2012 è tra gli inviati del programma TV Punto su di te! su Rai 1. Nel 2014 ritorna come ospite speciale in una puntata a Colorado su Italia 1  in co-conduzione con Diego Abatantuono e Chiara Francini.
Dal 15 marzo 2021 partecipa come concorrente alla quindicesima edizione de L'isola dei famosi, condotta da Ilary Blasi, ma lascia il gioco improvvisamente il 9 aprile causa positività dei genitori al COVID-19. Nello stesso anno, Beppe Braida torna alla famosa parodia del TG4, del TG5 e del TG3 dedicandola all'Isola dei famosi.

## Filmografia

### Cinema
- Nirvana, regia di Gabriele Salvatores (1997)

### Televisione
- Finalmente Natale, regia di Rossella Izzo - film TV (2007)
- Finalmente a casa, regia di Gianfrancesco Lazotti - film TV (2008)

## Televisione
- Festival di Sanscemo (Rai 1, 1991)
- Seven Show (Europa 7, 2000)
- Zelig (Italia 1, 2001-2003; Canale 5, 2003-2008)
- Ultima razzia (Rete 4, 2004-2005)
- Striscia la notizia (Canale 5, 2005)[16]
- Buona Domenica (Canale 5, 2007-2008)
- Colorado Revolution/Colorado (Italia 1, 2007-2009)[17]
- Lucignolo (Italia 1, 2008)
- Miss Muretto (Italia 1, 2008)
- Tutti pazzi per la tele (Rai 1, 2009)
- Check-In (Rai 1, 2010)
- Palco Doppiopalco e Contropalcotto (Comedy Central, 2011)
- Saturday Night Live from Milano (Italia 1, 2011)
- Punto su di te! (Rai 1, 2012)
- L'isola dei famosi 15 (Canale 5, 2021)[18] - concorrente

## Opere
- Attentato!, collana Comici libri, Milano, Kowalski, 2003, ISBN 88-7496-006-9.
- Edizione straordinaria, collana Comici libri, Milano, Kowalski, 2004, ISBN 88-7496-017-4.
- Informa show, Milano, Kowalski, 2006, ISBN 88-7496-307-6. (con DVD)
- Domenico Ippolito, Beppe Braida presenta «Scusate il disagio», collana La ragnatela, Genova, Fratelli Frilli Editori, 2011, ISBN 978-88-7563-681-4.
- Come due aquiloni, collana Frecce, Viterbo, Augh! Edizioni, 2023, ISBN 978-88-9343-372-3.